# Alice Barbi

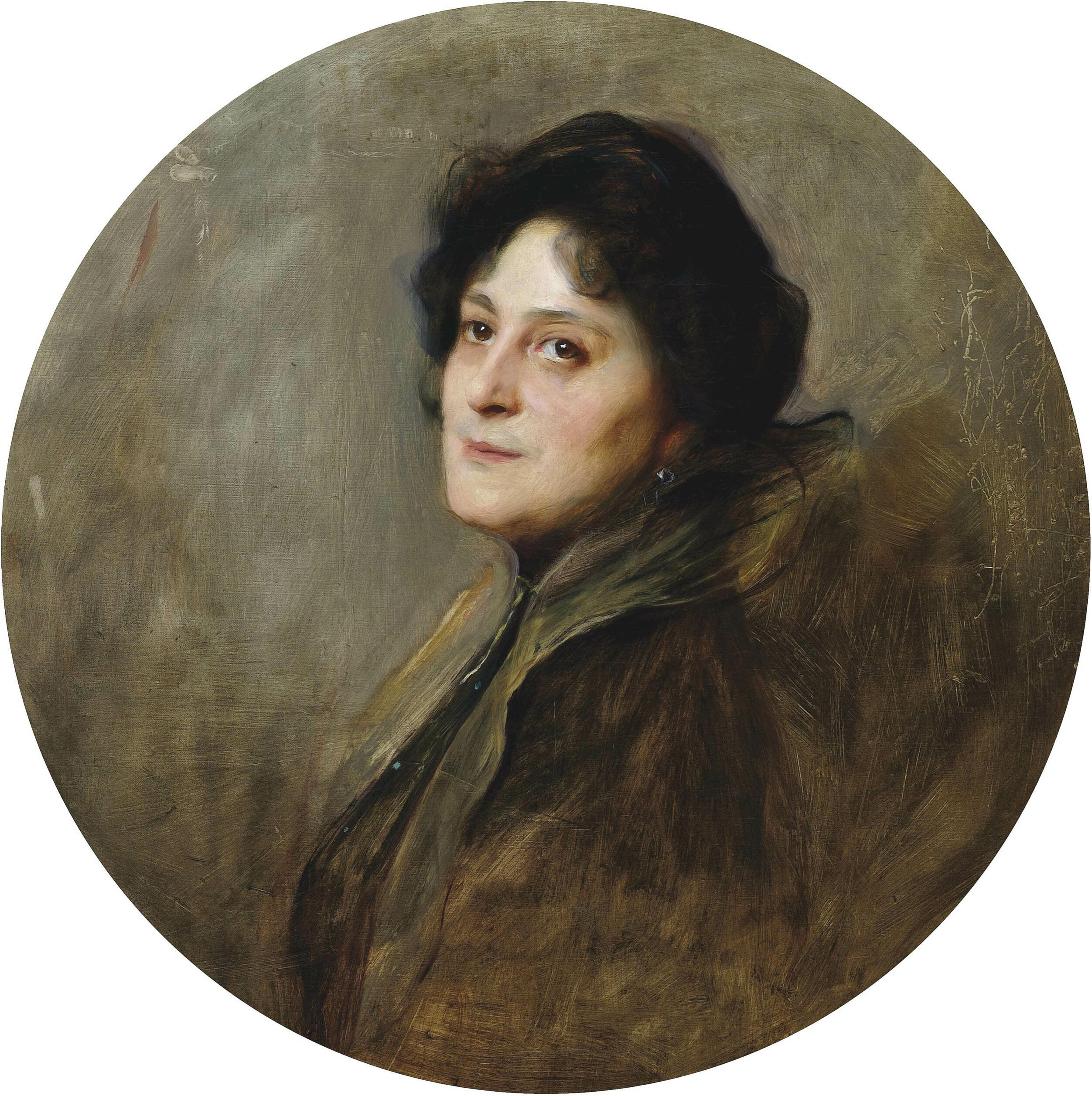
Portrait d'Alice Barbi par Philip de László (1901).

Alice Laura Barbi, née le 10 juin 1862 à Modène et morte le 4 septembre 1948 à Rome, est une violoniste et mezzo-soprano italienne, interprète et amie de Brahms.

## Biographie

### Jeunesse et Carrière
Alice Barbi est la fille du violoniste Enrico Barbi, qui lui enseigne son art. Elle fait ses débuts à Milan le 2 avril 1882 et donne des récitals en Angleterre, en Allemagne et en Russie. Lors d'un concert à Vienne le 21 décembre 1893, Brahms l'accompagne dans ses propres lieder.

### Vie privée
Elle épouse Pietro Tomasi della Torretta en 1920 et passe la fin de sa vie à Rome.
Elle est la mère de la psychanalyste Alexandra von Wolff-Stomersee et la belle-mère de l'écrivain Giuseppe Tomasi di Lampedusa.

## Galerie

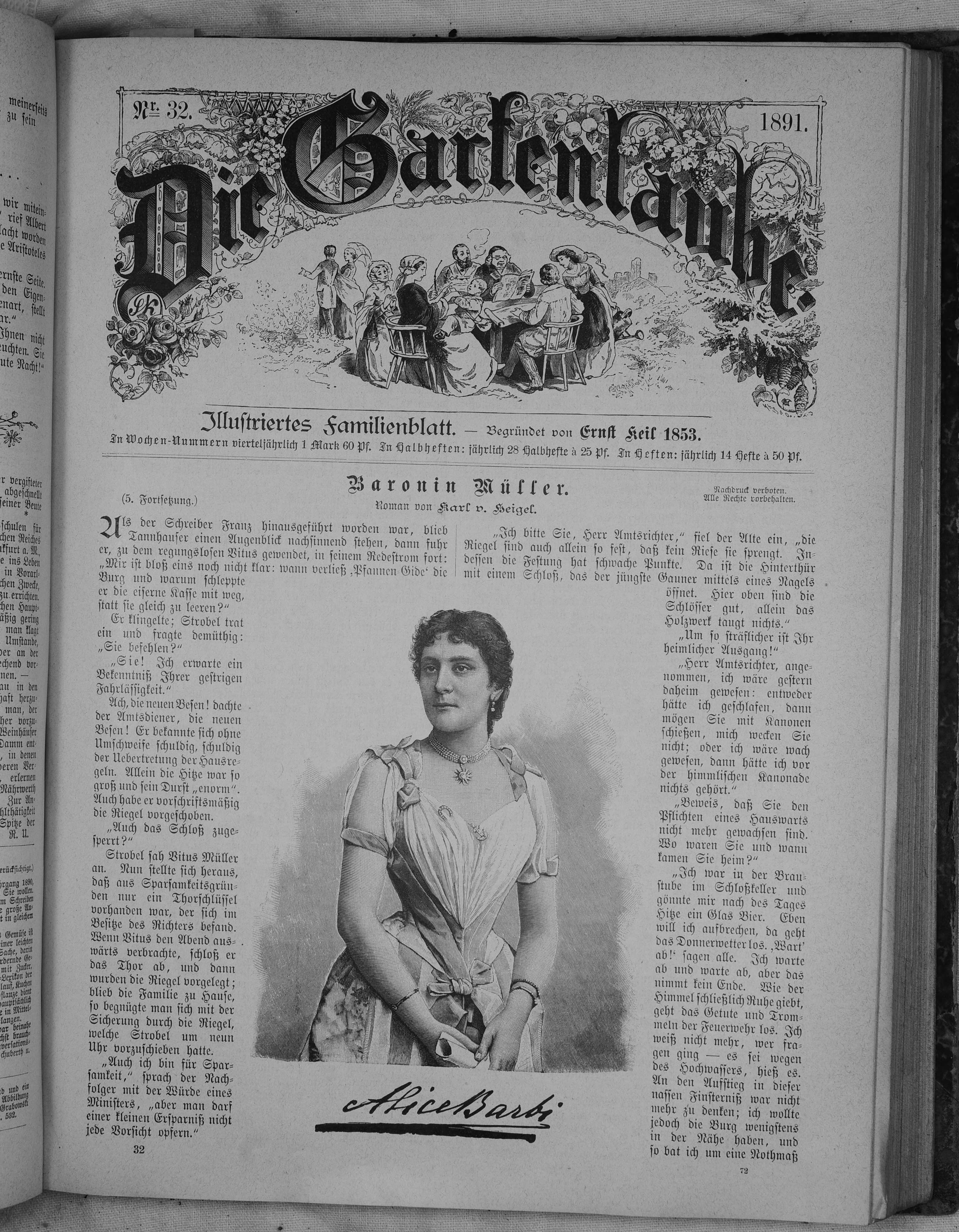
Alice Barbi dans Die Gartenlaube (1891).
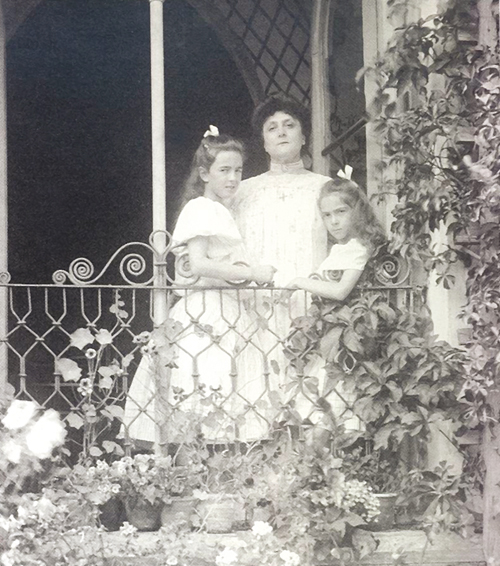
Alice Barbi avec ses deux filles, Alexandra et Olga, au château de Stomersee vers 1900.